# Le jour ne se lève pas pour nous
Le jour ne se lève pas pour nous est un roman écrit par l'écrivain français Robert Merle, paru en 1986.

## Résumé
L'action du roman se déroule à bord du sous-marin nucléaire lanceur d'engins (SNLE) L'Inflexible. Pour la première fois, une de ces patrouilles était racontée par le biais d'un roman dont le narrateur est le médecin du bord, qui comme le lecteur, découvre la vie ordinaire des équipages de SNLE lors d'une patrouille opérationnelle de 70 jours. Le roman montre la tension qui existe entre des hommes privés de leur milieu affectif, condamnés à vivre ensemble enfermés dans un milieu clos et exigu, travaillant 7 jours sur 7 pendant plus de deux mois sans la moindre escale et sans jamais voir la lumière du jour à l'intérieur de la machine la plus complexe jamais construite par des hommes, dont la nomenclature comprend un million de pièces et avec la mort assurée en cas de grave défaillance matérielle ou humaine. Robert Merle évoque avec discrétion le rôle de la dissuasion nucléaire, son avenir et les dangers auxquels elle nous permet d'échapper.

## Autour du roman
Robert Merle avait obtenu l'accord d'effectuer deux séjours parmi les sous-mariniers du Foudroyant et de L'Inflexible, et de les interviewer minutieusement.